# Inocente
Inocente – amerykański krótkometrażowy film dokumentalny z 2012 roku w reżyserii Seana Fine'a i Andrea Nixa.

## Nagrody
| Nazwa nagrody | Wygrane                                                                 | Nominacje    |
| ------------- | ----------------------------------------------------------------------- | ------------ |
| Oscar         | 2013 Najlepszy krótkometrażowy film dokumentalny Andrea Nix i Sean Fine | 2013 wygrana |